# Salvatore Totino
Salvatore Totino (New York, 2 novembre 1964) è un direttore della fotografia statunitense di origini italiane.

## Biografia
Totino nasce a New York nel 1964 nel popoloso borough di Brooklyn da genitori italiani, Orlando Totino e Gina Candido, emigranti calabresi di Gioiosa Ionica (RC).
Esordisce come direttore della fotografia a fine degli anni novanta incominciando con piccoli documentari direct-to-video.
Dal 2007 è membro dell'American Society of Cinematographers (ASC), un'organizzazione cinematografica di direttori della fotografia.

## Filmografia
- Radiohead: 7 Television Commercials - documentario (1998)
- Ogni maledetta domenica (Any Given Sunday), regia di Oliver Stone (1998)
- Bruce Springsteen: The Complete Video Anthology 1978-2000 - documentario (2001)
- Ipotesi di reato (Changing Lanes), regia di Roger Michell (2002)
- The Best of R.E.M.: In View 1988-2003 - documentario (2003)
- The Missing, regia di Ron Howard (2003)
- The Check Up - documentario (2005)
- Cinderella Man - Una ragione per lottare (Cinderella Man), regia di Ron Howard (2005)
- Il codice da Vinci (The Da Vinci Code), regia di Ron Howard (2006)
- Frost/Nixon - Il duello (Frost/Nixon), regia di Ron Howard (2008)
- Angeli e demoni (Angels & Demons), regia di Ron Howard (2009)
- Everest, regia di Baltasar Kormákur (2015)
- Zona d'ombra (Concussion), regia di Peter Landesman (2015)
- Inferno, regia di Ron Howard (2016)
- Spider-Man: Homecoming, regia di Jon Watts (2017)
- Bird Box, regia di Susanne Bier (2018)
- The Tax Collector - Sangue chiama sangue (The Tax Collector), regia di David Ayer (2020)
- Cartoline di morte (The Postcard Killings), regia di Danis Tanović (2020)
- Space Jam: New Legends (Space Jam: A New Legacy), regia di Malcolm D. Lee (2021)
- The Offer - miniserie TV, 4 episodi (2022)
- 65 - Fuga dalla Terra (65), regia di Scott Beck e Bryan Woods (2023)
- Ghosted, regia di Dexter Fletcher (2023)
- Inarrestabile (Unstoppable), regia di William Goldenberg] (2025)